# Lutodrilus multivesiculatus
Lutodrilus multivesiculatus је животињска врста класе Oligochaeta која припада реду Haplotaxida и фамилији Lutodrilidae. 

## Угроженост
Ова врста је на нижем степену опасности од изумирања, и сматра се скоро угроженим таксоном.

## Распрострањење
Сједињене Америчке Државе су једино познато природно станиште врсте.

## Станиште
Врста Lutodrilus multivesiculatus има станиште на копну.